# Stolperstein in Podelzig

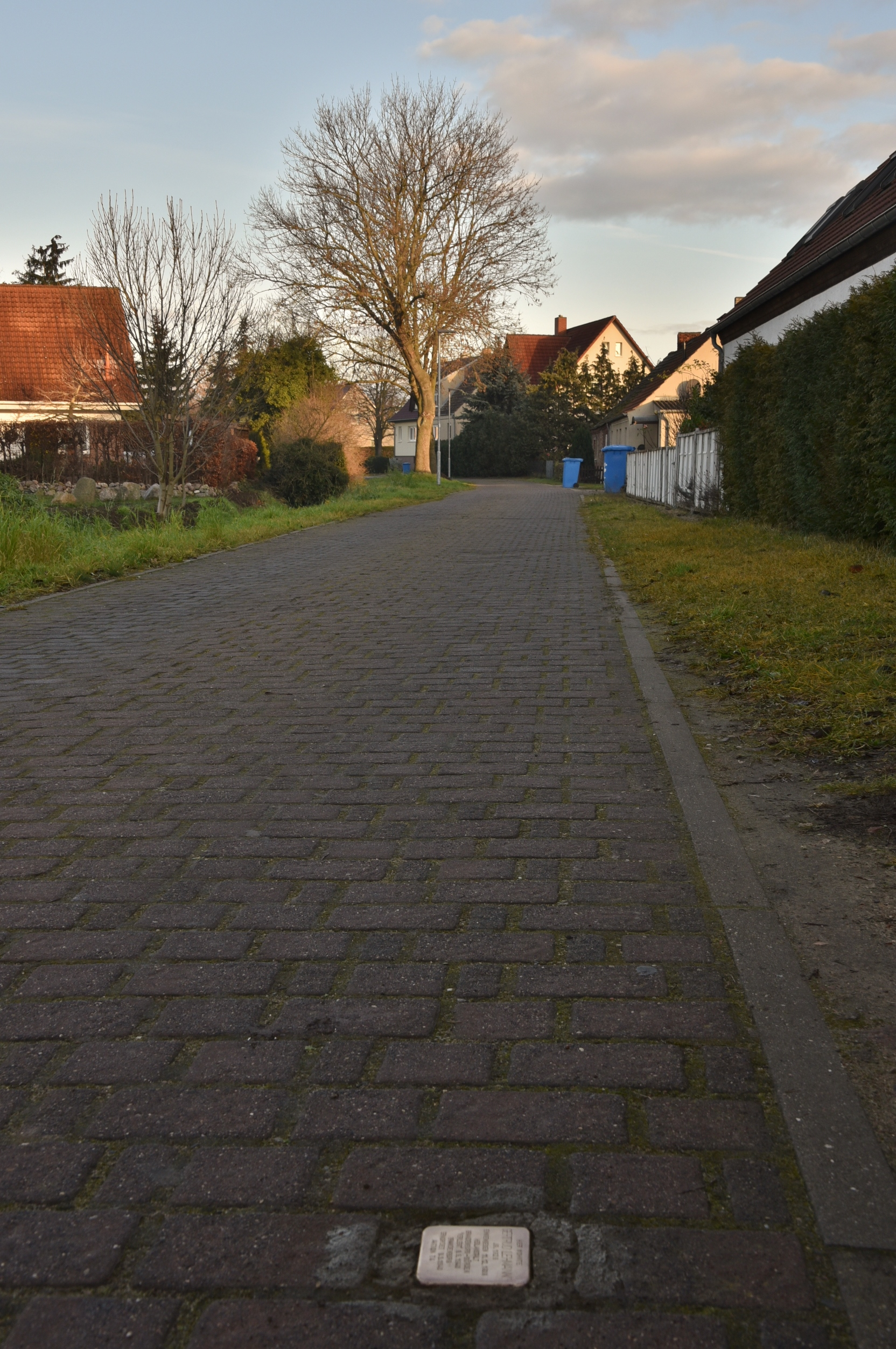
Stolperstein in Podelzig

Der Stolperstein in Podelzig enthält den für Gertrud Lehmann im Rahmen des Projektes des Künstlers Gunter Demnig in der brandenburgischen Gemeinde Podelzig verlegten Stolperstein. Stolpersteine erinnern an das Schicksal der Menschen, die von den Nationalsozialisten ermordet, deportiert, vertrieben oder in den Suizid getrieben wurden. Die Stolpersteine werden in der Regel von ihm vor dem letzten selbstgewählten Wohnsitz des Opfers verlegt.

## Stolperstein
In Podelzig wurde ein Stolperstein verlegt.
| Stolperstein | Inschrift | Verlegeort     | Name, Leben     |
| ------------ | --- | -------------- | --------------- |
|              | HIER WOHNTE GERTRUD LEHMANN JG. 1928 EINGEWIESEN 11.12.1939 HEILANSTALT BRANDENBURG-GÖRDEN 'VERLEGT' 9.5.1940 BRANDENBURG ERMORDET 9.5.1940 AKTION T4 | Am Dorfteich 3 | Gertrud Lehmann |

## Verlegedatum
Die Verlegung in Podelzig erfolgte am 26. September 2015 für den Künstler persönlich.